# Honveda fasciata
Honveda fasciata är en fjärilsart som beskrevs av Moore 1879. Honveda fasciata ingår i släktet Honveda och familjen tandspinnare. Inga underarter finns listade i Catalogue of Life.